# 鄱阳站
鄱阳站（工程名鄱阳南站）位于中华人民共和国江西省上饶市鄱阳县三庙前乡，是杭昌客运专线上的一座车站，2023年12月27日随昌景黄铁路开通而投入使用，车站规模为2台6线。